# 劉家綸

2011世界選手権（韓国）での劉家綸

劉家綸（LIU,Chia-Lun、リウチャルン1981年10月24日 - ）は、台湾のソフトテニス選手。

## 来歴
台中市出身。豊原高商ー台中師範大学。まだ高校生だった1999世界選手権で活躍し団体優勝に大きく貢献（個人戦シングルスも二位）、一躍注目をあびる。

## 四大国際大会戦績
- 1999世界ソフトテニス選手権[1]　団体戦金メダル　シングルス銀メダル
- 2000アジアソフトテニス選手権　団体銅メダル
- 2001東アジア競技大会　ダブルス銀メダル 団体銅メダル
- 2002アジア競技大会 団体銅メダル
- 2004アジアソフトテニス選手権　団体金メダル
- 2010アジア競技大会　団体金メダル[2]　ミックスダブルス銀メダル